# Max Klein (Richter)
Max Klein (* 11. September 1845 in Augsburg; † 6. August 1910) war ein deutscher Reichsgerichtsrat.

## Leben
Klein war 1868 und 1879 bayrischer Amtsrichter. 1886 wurde er Landgerichtsrat und war unter anderem in Ansbach tätig. 1897 erfolgte die Beförderung zum Oberlandesgerichtsrat. 1901 kam er von München an das Reichsgericht. Er war im I. und II. Strafsenat tätig. 
Seit dem Wintersemester 1863/64 war er Mitglied der musischen Studentenverbindung Akademischer Gesangverein München im SV.

## Schriften
- Ueber die Heilung von Mängeln der Ersatzzustellung durch nachträgliche Uebergabe des zuzustellenden Schriftstückes. Zeitschrift für deutschen Zivilprozeß, Band 15 (1891), S. 493.
- Ist die Erhebung einer Wider-Klage in dem Verfahren nach §§ 660 und 661 der deutschen C. Pr. O. zulässig? Zeitschrift für internationales Privat- und Strafrecht mit besonderer Berücksichtigung der Rechtshülfe (BöhmsZ), Band 6 (1896), S. 332.
- Bemerkungen zu der Frage, ob hinsichtlich der zur Vollstreckung zu bringenden Entscheidungen deutscher Gerichte in England die Gegenseitigkeit verbürgt erscheint. Zeitschrift für internationales Privat- und Strafrecht mit besonderer Berücksichtigung der Rechtshülfe (BöhmsZ), Band 6 (1896), S. 389.
- Ist für den Begriff der verbürgten Gegenseitigkeit im Sinne des § 661 Abs. 2 Nr. 5 der Deutschen C. Pr. O.  erforderlich, daß der ausländische Staat mit der Urteilsvollstreckung vorangehe? Zeitschrift für internationales Privat- und Strafrecht mit besonderer Berücksichtigung der Rechtshülfe (BöhmsZ), Band 7 (1897), S. 17.
- Vollstreckung der Civilurteile deutscher Gerichte in Österreich. Zeitschrift für internationales Privat- und Strafrecht mit besonderer Berücksichtigung der Rechtshülfe (BöhmsZ), Band 8 (1898), S. 97.
- Das Erfordernis der verbürgten Gegenseitigkeit bei der Vollstreckung ausländischer Urteile in Deutschland. Zeitschrift für internationales Privat- und Strafrecht mit besonderer Berücksichtigung der Rechtshülfe (BöhmsZ), Band 9 (1899), S. 206.
- Das deutsche Reichsgericht und die österreichische Exekutionsordnung. Zeitschrift für internationales Privat- und Strafrecht mit besonderer Berücksichtigung der Rechtshülfe (BöhmsZ), Band 9 (1899), S. 358.